# Marija Baszkircewa

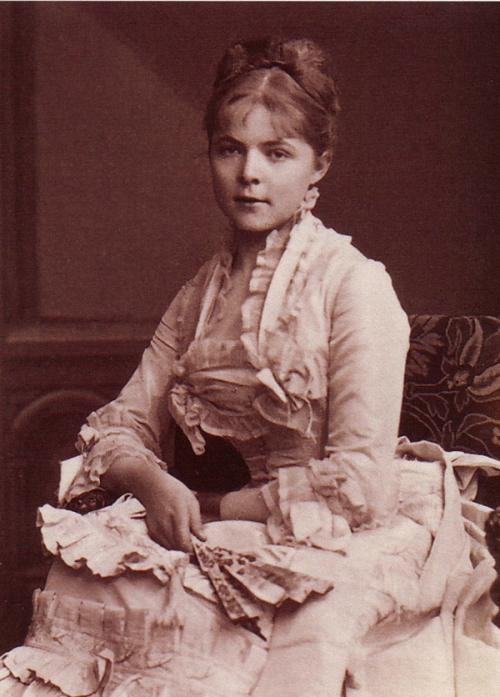
Maria Baszkircew

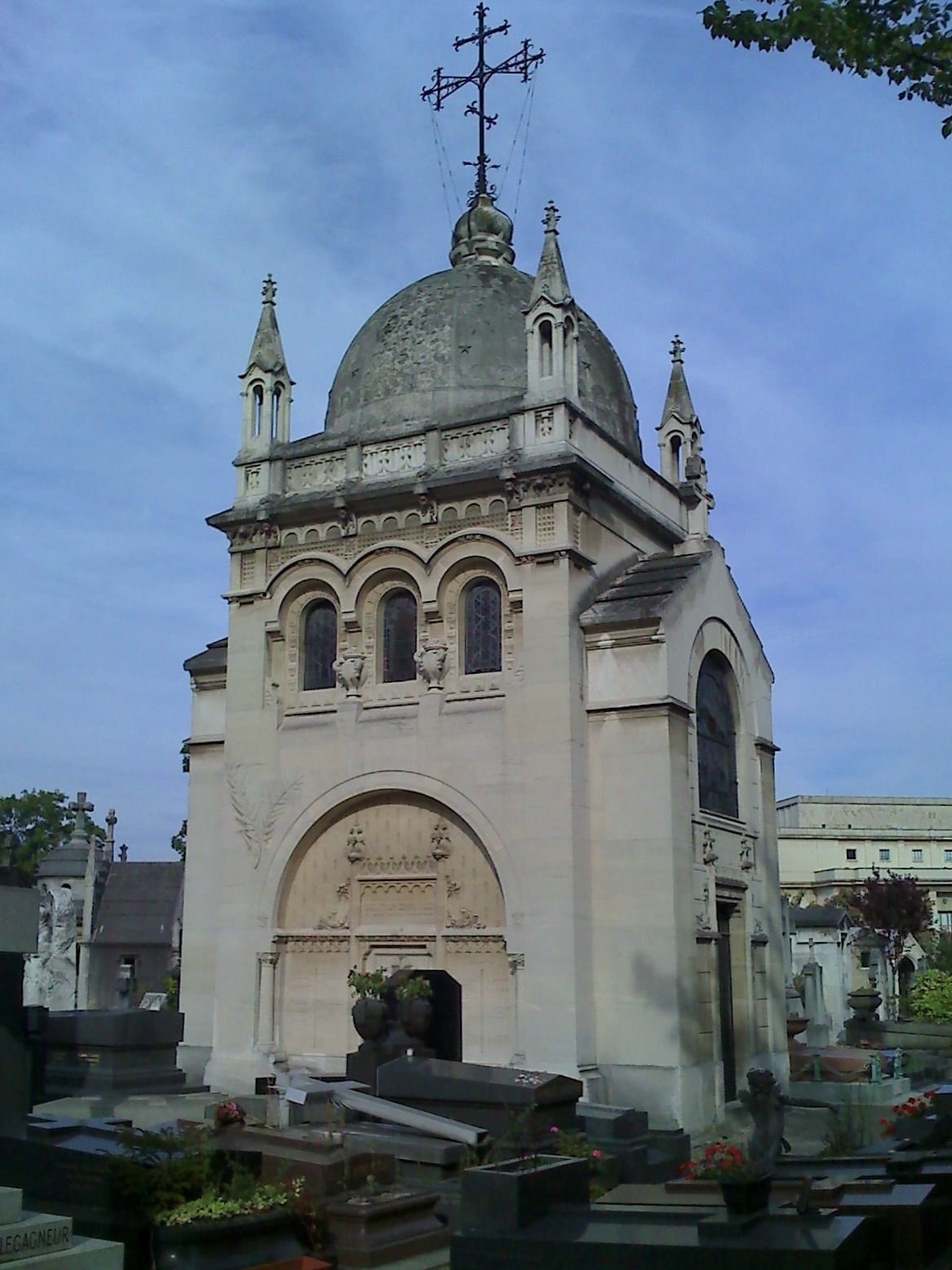
Grób Marii Baszkircew na cmentarzu Passy w Paryżu, we Francji.

Marija Konstantinowna Baszkircewa (fr. Marie Bashkirtseff, ros. Мария Константиновна Башкирцева; ur. 24 listopada 1858 w Hawroncach koło Połtawy, zm. 31 października 1884 w Paryżu) – ukraińska malarka i rzeźbiarka, entuzjastka przyjęcia kobiet do École des Beaux-Arts, znana ze spisanego po francusku dziennika.

## Życiorys
Pochodziła z rodziny naczelnika szlachty ziemskiej. Po rozwodzie rodziców pozostała z matką i początkowo wychowywała się na wsi w majątku dziadków; później wraz z matką wyjechała do Wiednia, Genewy i Paryża. Ostatecznie z matką i dziadkami zamieszkała w Nicei, gdzie mając 13 lat rozpoczęła pisanie dziennika w języku francuskim.
Choroba krtani uniemożliwiła jej naukę śpiewu i aktorstwa. W Rzymie była uczennicą Wilhelma Kotarbińskiego, w którego pracowni pobierała lekcje rysunku. Planowane tam małżeństwo z włoskim arystokratą nie doszło do skutku wskutek sprzeciwu jej rodziny. Wówczas udała się do Paryża, gdzie w dostępnej dla kobiet Académie Julian podjęła naukę malarstwa. Przyjaźniła się z malarzem Julesem Bastien-Lepage'em, który podobnie jak ona chorował. Zmarła przedwcześnie w wieku 26 lat na gruźlicę, kilka tygodni przed śmiercią swojego przyjaciela. Została pochowana na cmentarzu w Passy. Grobowiec – małe mauzoleum zbudował brat jej przyjaciela, architekt Emile Bastien-Lepage.
Dziennik Baszkircewej (po ocenzurowaniu przez matkę) został opublikowany w 1887 i przetłumaczony na wiele języków. Był wtedy drugim dziennikiem kobiety, opublikowanym we Francji. Zyskał dużą popularność.
W swoim dzienniku pisała, że wolałaby być mężczyzną, bo wtedy miałaby większe prawa, które nie ograniczałyby jej w życiu, a co za tym idzie mogłaby bardziej rozwijać swój talent.

To, czego pragnę, to swoboda samotnej przechadzki: chodzenia, zawracania, przysiadania na ławkach w Tuileriach, a szczególnie w Ogrodzie Luksemburskim, zatrzymania się przed witrynami sklepów artystycznych, wstępowania do kościołów, do muzeów, wieczornych spacerów po starych uliczkach. Oto, czego pragnę, oto swoboda, bez której nie można zostać prawdziwym artystą. Czy myślicie, że korzysta się coś z tego, co się widzi, gdy się jest w towarzystwie, i kiedy, by pójść do Luwru, trzeba czekać na powóz, na damę do towarzystwa albo kogoś z rodziny? Ach, psiakość! Wściekam się wtedy, że jestem kobietą!". Sprawię sobie ubiór mieszczki, perukę, zrobię ze siebie taką brzydulę, że będę mogła być tak swobodna jak mężczyzna. Braknie mi tej właśnie swobody, bez której nie można na serio stać się kimś.
(...) To jest właśnie jedną z tych ważnych przyczyn, dla których nie ma kobiet-artystek.

Napisała kilka artykułów dla feministycznej gazety Hubertine Auclert "La Citoyenne" w 1881 roku pod pseudonimem „Pauline Orrel”. W artykule Kobiety artystki krytykowała brak możliwości studiowania kobiet w Akademii Sztuk Pięknych i udziału w konkursie Prix de Rome.

Tak więc wy, którzy głośno ogłaszacie się silniejszymi, mądrzejszymi, lepiej uzdolnionymi od nas, monopolizujecie sobie jedną z najpiękniejszych szkół na świecie, gdzie nie żałuje wam się całego poparcia.
(...) Pytają nas z pobłażliwą ironią ile właściwie było wielkich kobiet artystek. Eh! panowie, było ich kilka i jest to zdumiewające, biorąc pod uwagę ogromne trudności, jakie napotykają.
(...) to, czego potrzebujemy, to zdolność do pracy jak mężczyźni, a nie wykonywania wyczynów siły, aby uzyskać to, co po prostu mają mężczyźni.

Laura Marholm opisała pamiętnik w swojej Księdze Kobiet (1894) jako „sekretną Biblię” młodych kobiet jej czasów. Fanny Reventlow napisała w swoim pamiętniku w 1901 roku: Znowu czytam Marie Baschkirtseff – to była jedyna kobieta, z którą mógłbym się dogadać. W 1936 reżyser Henry Koster nakręcił austriacko-włoski romans historyczny zatytułowany Das Tagebush Die Geleten. Dwa lata po premierze w 1936 roku film był dystrybuowany w USA pod tytułem The Affairs of Maupassant. W filmie opartym na pamiętnikach Marie Baszkircew występuje Lila Darvas jako Maria, artystka studiująca w Paryżu na przełomie wieków.
Jej listy, składające się z korespondencji z pisarzem Guy de Maupassant (którą zaczęła pod przybranym nazwiskiem) zostały po raz pierwszy opublikowane w 1891.

## Prace
Podpisywała swoje obrazy jako „M. Bashkirtseff”. Jej prace malarskie znajdują się w muzeach francuskich, rosyjskich i ukraińskich:
- Portret brata Pawła Baszkircewa, 1878, Muzeum Sztuk Pięknych w Nicei
- Portret kobiety, 1878, Musée Ziem w Martigues
- Autoportret z paletą, 1880, Muzeum Sztuk Pięknych w Nicei[7]
- Rozpacz, 1882, Muzeum Sztuki w Sumach[8]
- Granat, 1881, Centrum Kulturalne w Krasnojarsku
- Paryżanka, portret Irmy, 1883, Musée du Petit Palais w Paryżu[9]
- Portret Diny, 1883, Musée d’Orsay w Paryżu[10]
- Kobieta z Orientu, Muzeum Sztuk Pięknych w Nicei
- Parasol, 1883, Państwowe Muzeum Rosyjskie w St. Petersburgu
- Jesień, 1883, Państwowe Muzeum Rosyjskie w St. Petersburgu
- Kobieta z bzem, Państwowe Muzeum Rosyjskie w St. Petersburgu
- Wiosna, Państwowe Muzeum Rosyjskie w St. Petersburgu
- Spotkanie, 1884, Musée d’Orsay w Paryżu

W listopadzie 2008 Muzeum Sztuk Pięknych w Nicei urządziło wystawę zatytułowaną W hołdzie Marii Baszkircew, przedstawiającą krótkie życie artystki, jako symbol obecności rosyjskiej na francuskiej Riwierze w latach belle époque. Ekspozycji towarzyszyły konferencje, spektakle teatralne i koncerty.
Do niedawna przyjętą datą narodzin Baszkircew był 11 listopada (24 listopada wg kalendarza gregoriańskiego), 1860. Po odkryciu oryginalnego rękopisu dziennika w Bibliothèque Nationale de France, okazało się jednak, że jej dziennik został skrócony i ocenzurowany przez jej rodzinę w pierwszych wydaniach. Jej data urodzenia (1858, a nie 1860) została sfałszowana przez matkę.
W 2012 roku planetoida (30937) Bashkirtseff została nazwana jej imieniem.

## Galeria

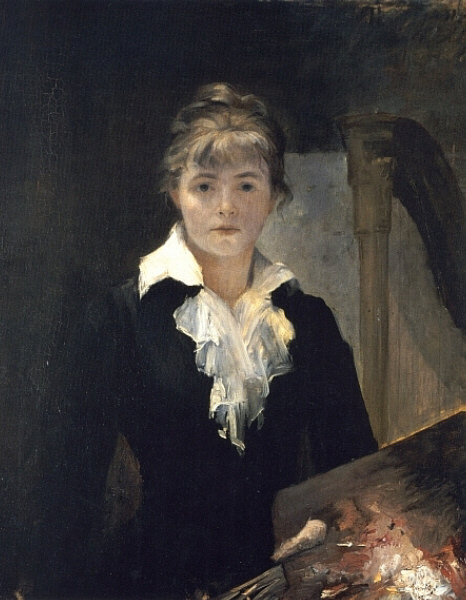
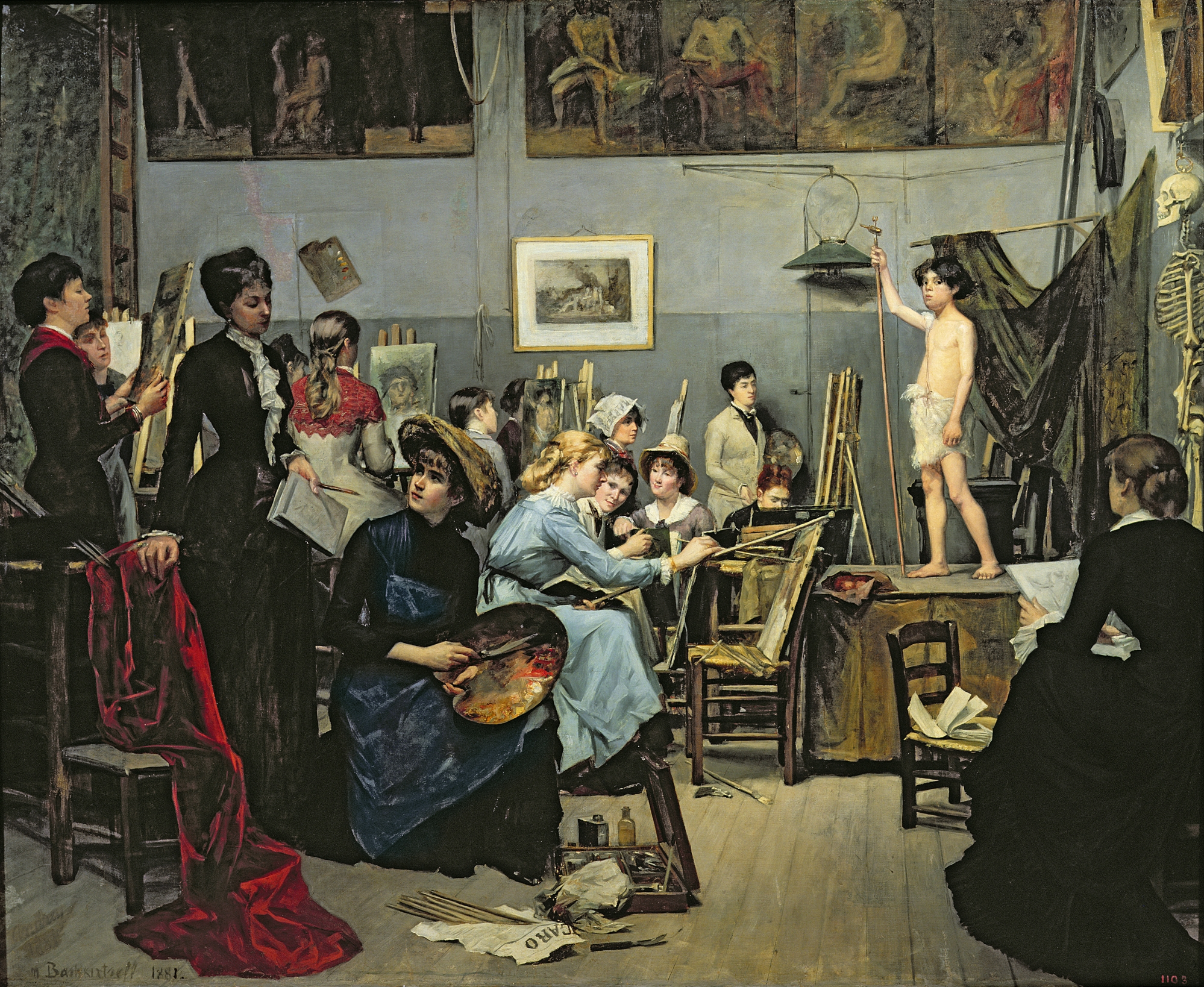
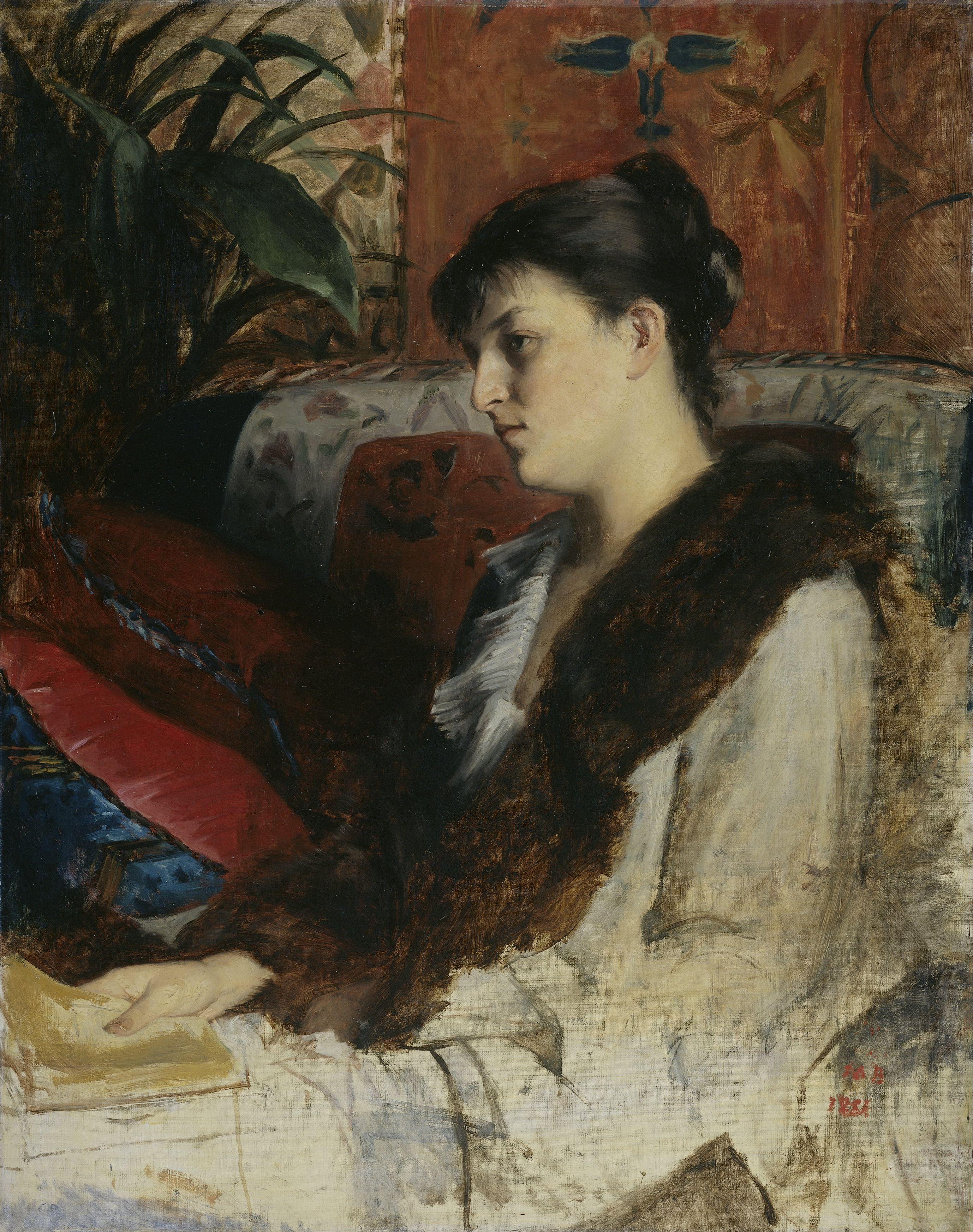
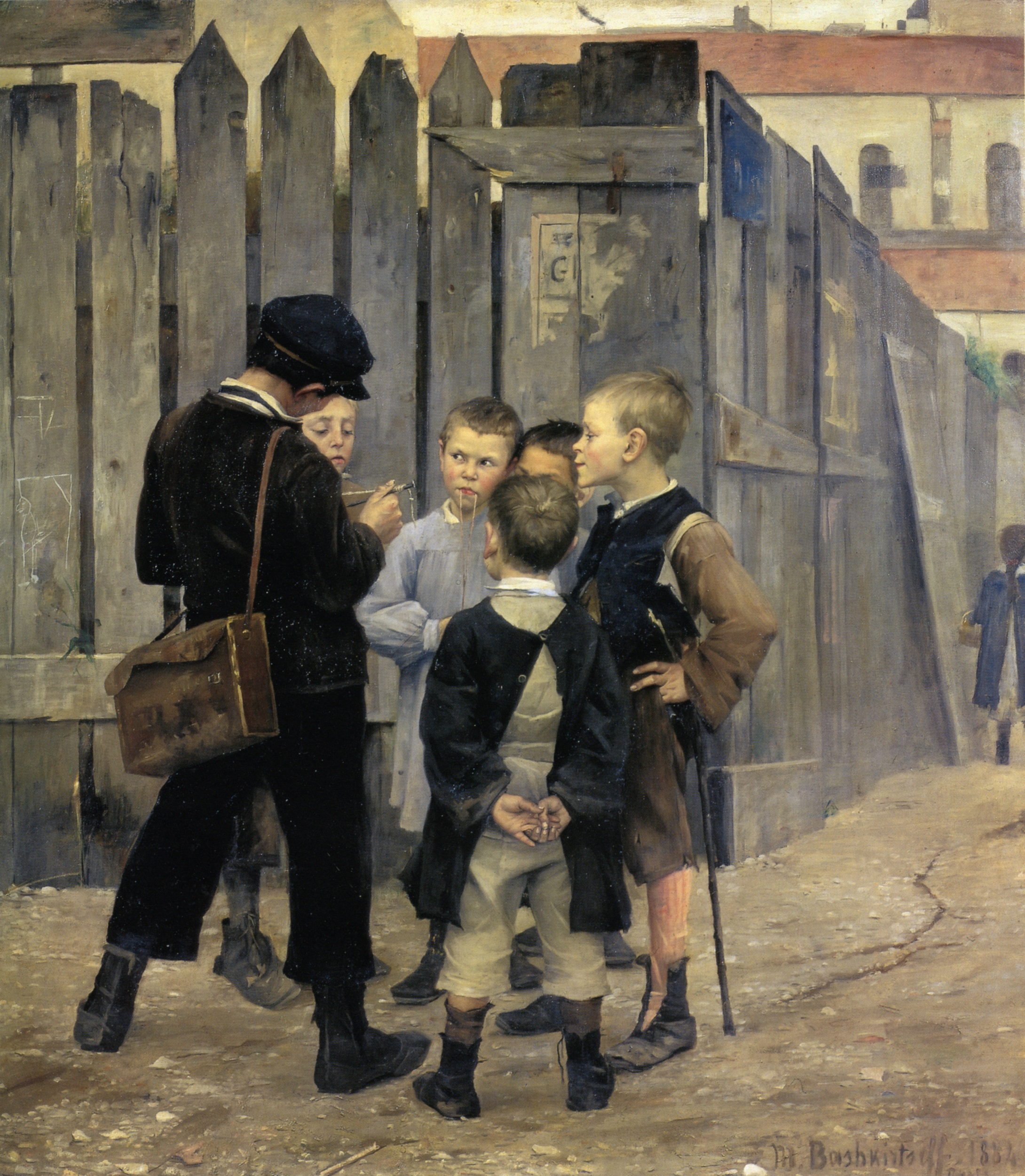
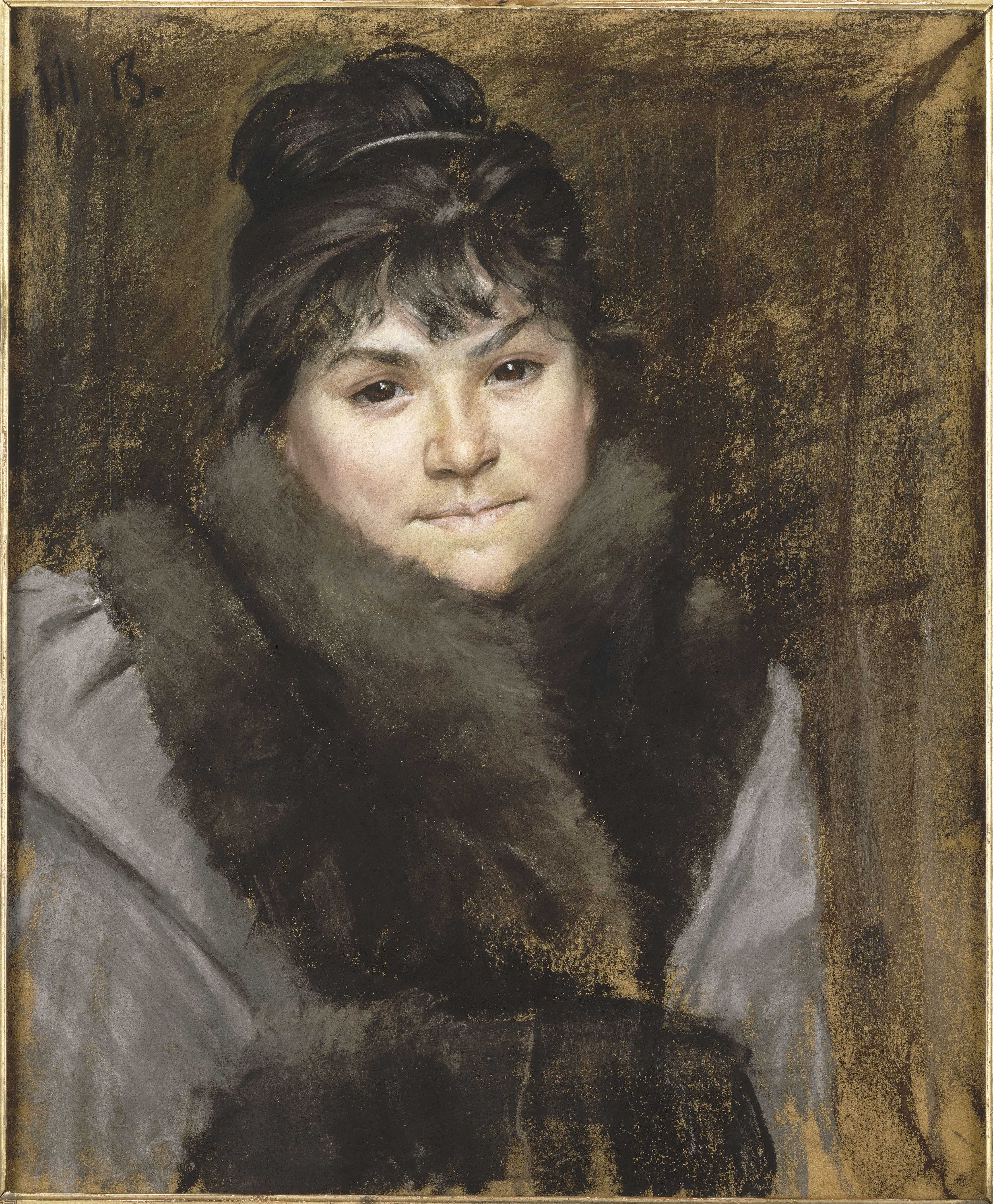
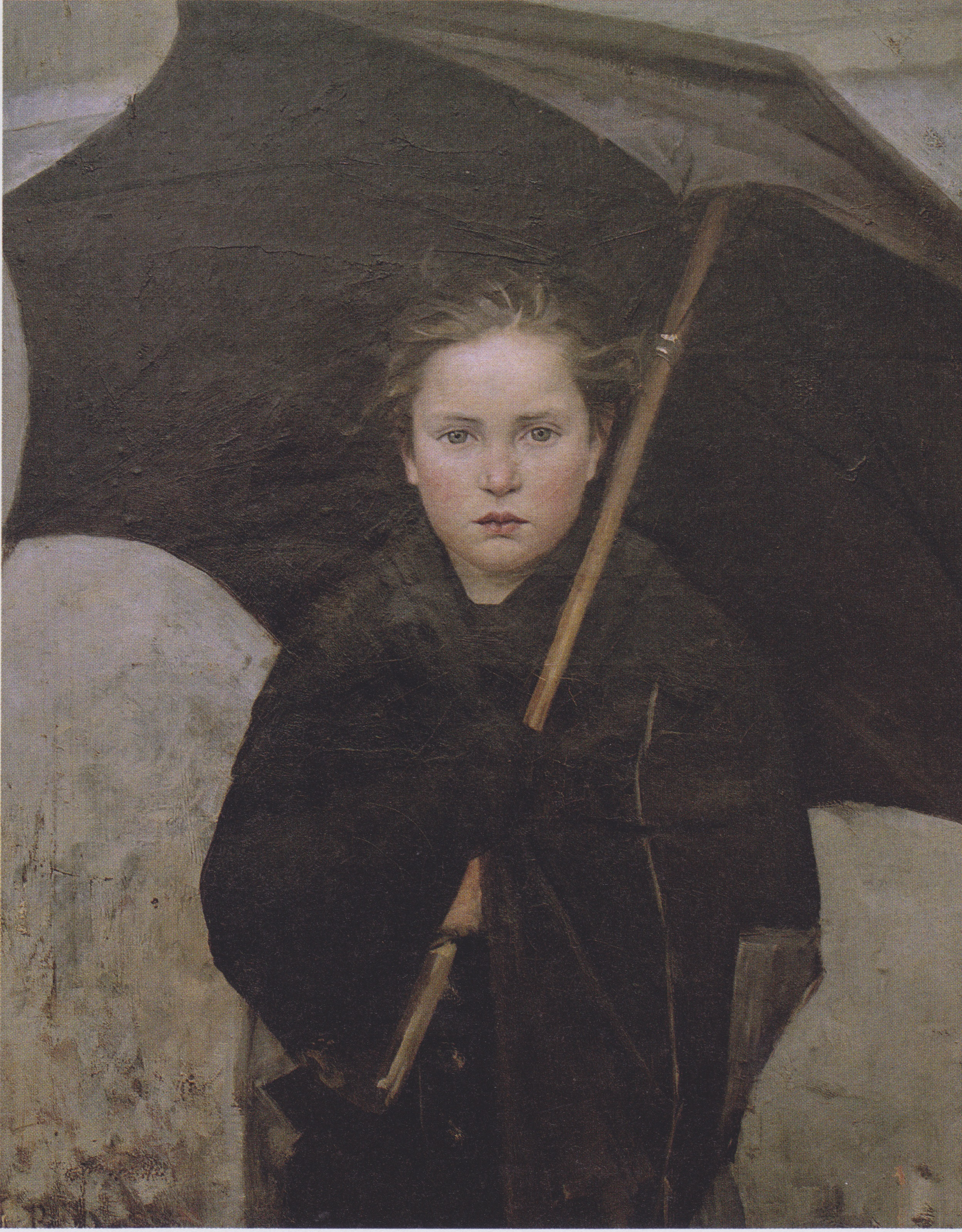
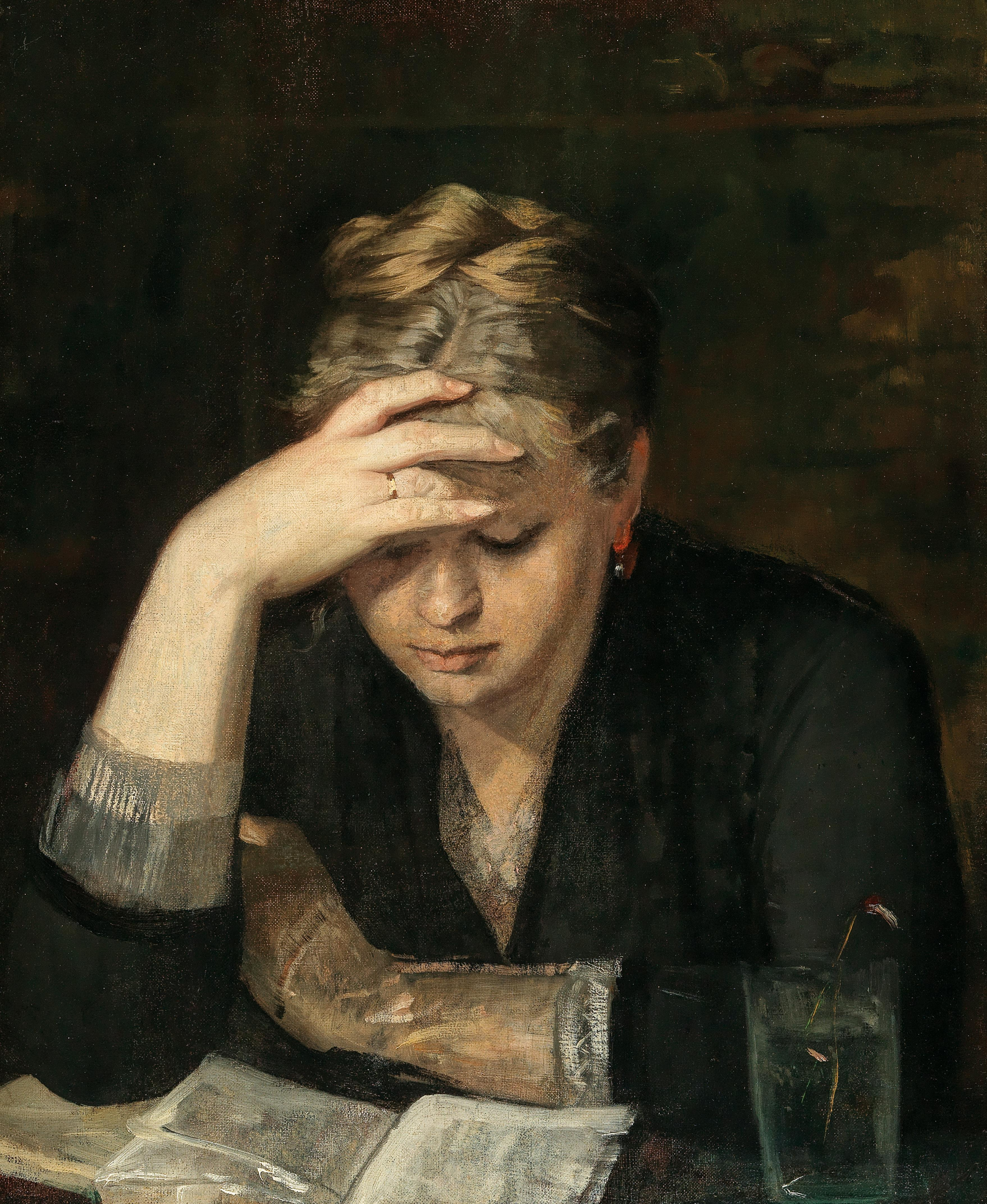
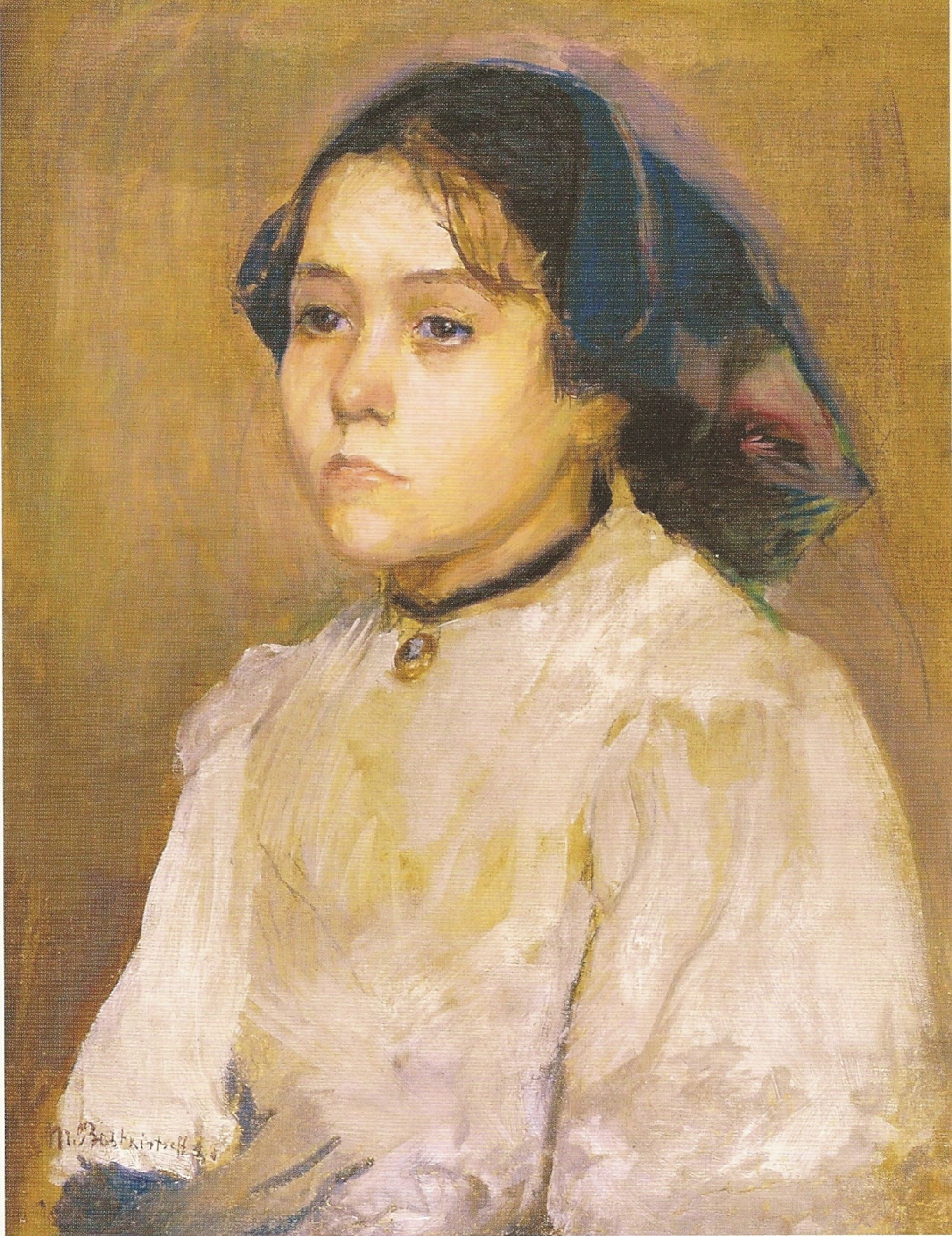
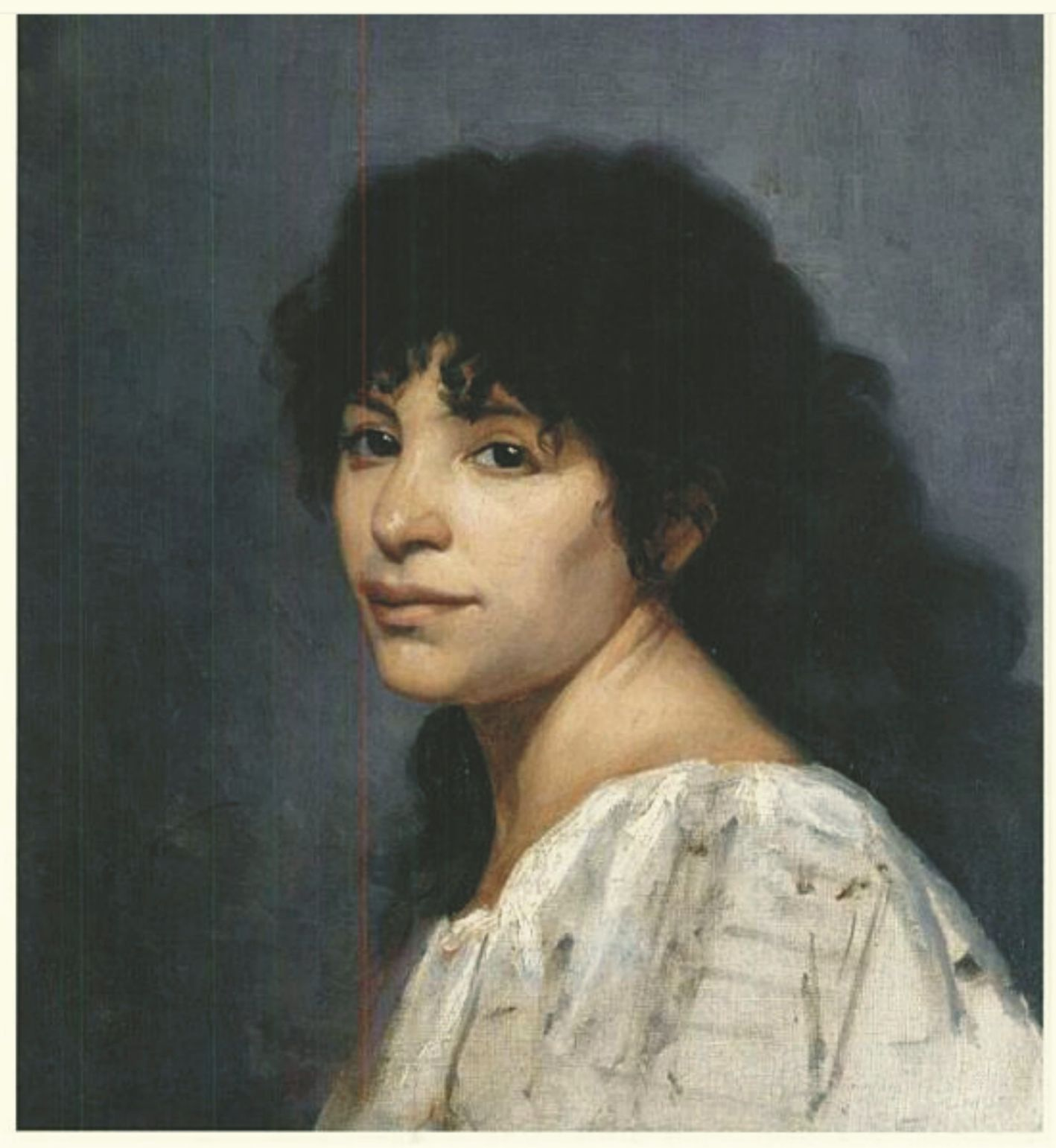
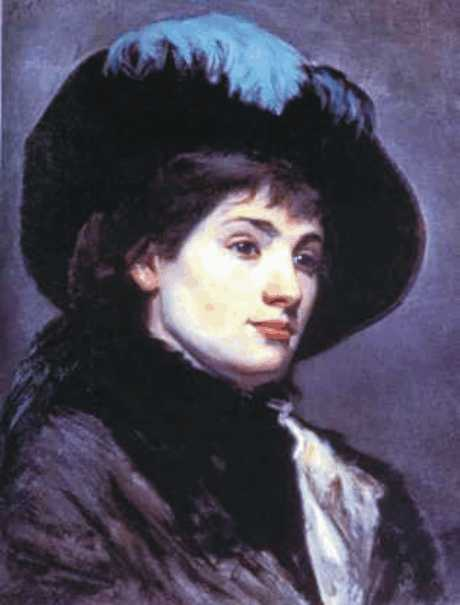

## Zdjęcia artystki

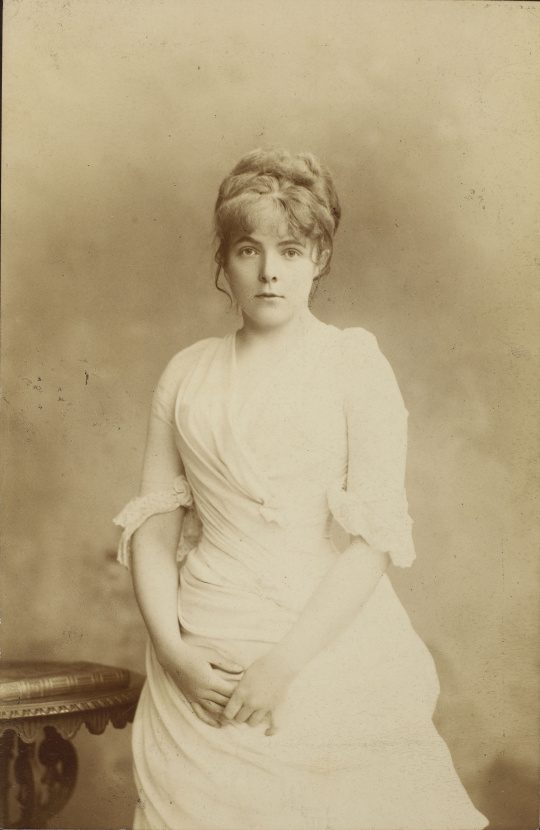
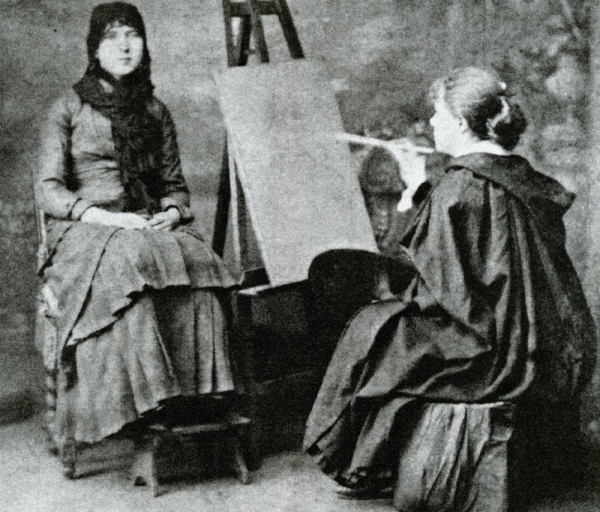
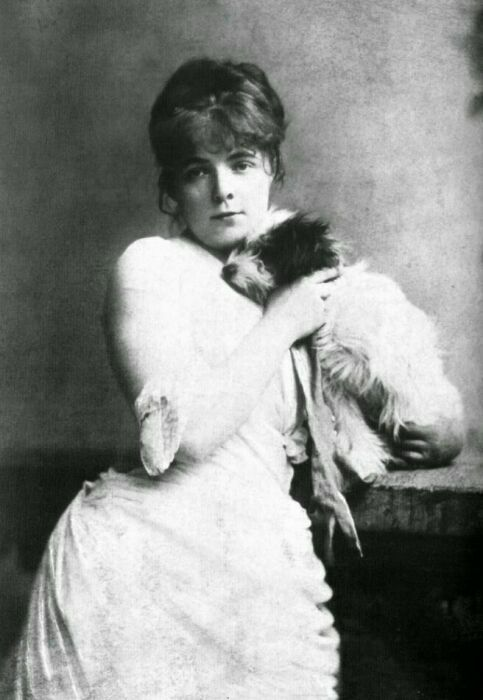
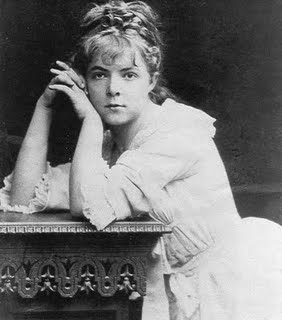
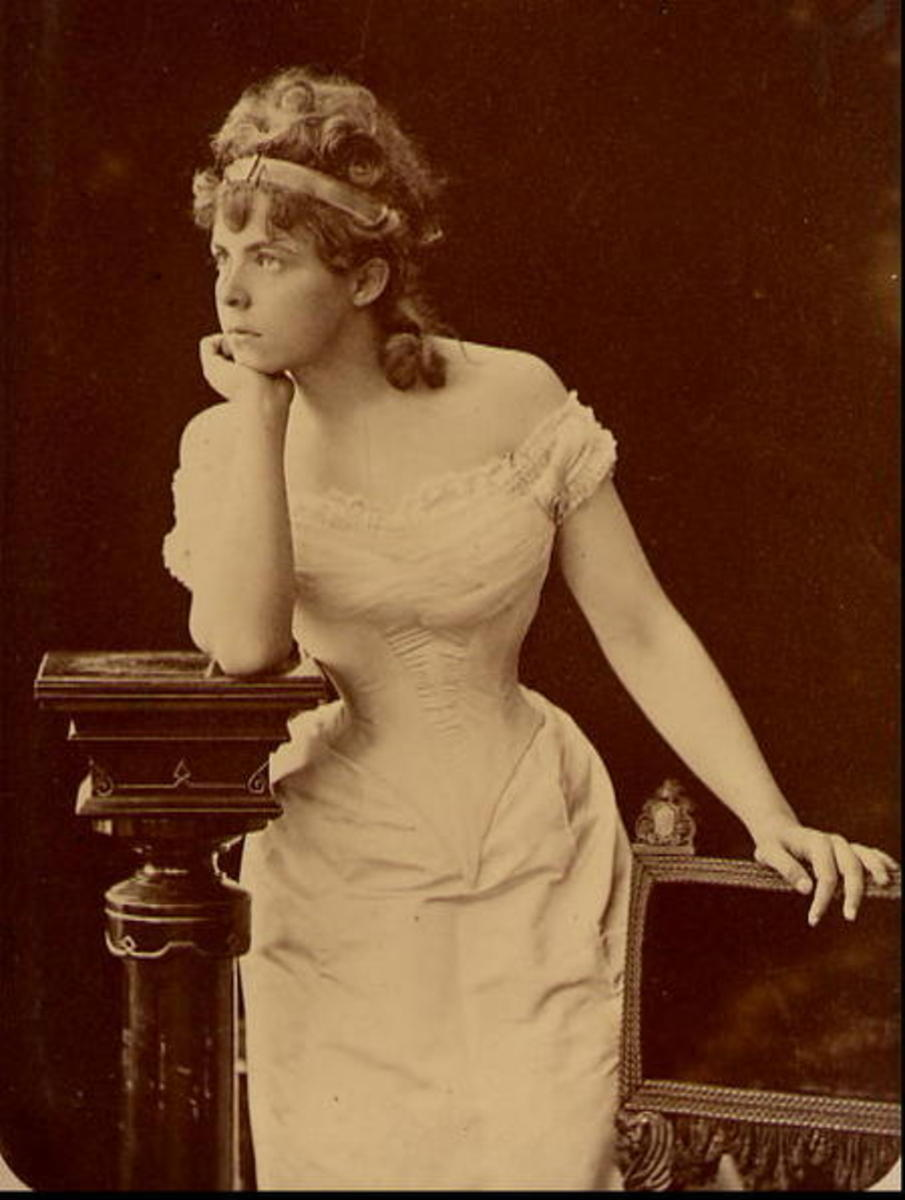
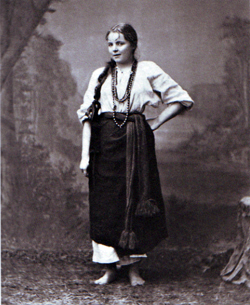